# Koordinierte Bevölkerungsvorausberechnung des Statistischen Bundesamtes
Das Statistische Bundesamt führt „koordinierte“ Bevölkerungsvorausberechnungen für Bund und Länder gemeinsam mit den Statistischen Ämtern der 16 Länder durch. Eine „koordinierte“ Vorausberechnung liefert auf abgestimmten Annahmen und gleichen Berechnungsverfahren beruhende, untereinander vergleichbare Ergebnisse.
Bevölkerungsvorausberechnungen schließen folgende jeweils aktuellen Zahlen ein: Bevölkerungszahl der Bundesländer nach der aktuellen Fortschreibung des jeweiligen Landesamtes, dort gehen z. T. Annahmen über die „Wanderungsgewinne“ durch Ein- und Auswanderung sowie Umzüge zwischen den Bundesländern (Binnenwanderung) sowie über die „Sterbefallüberschüsse“ bzw. -„verluste“ (Geburten minus Todesfälle) seit der letzten Volkszählung ein. Dies ist notwendig, weil die Melderegister nie ganz die wirklichen Personenzahlen an einem Ort widerspiegeln.
Bevölkerungsvorausberechnungen umfassen auch Berechnungen aufgrund von Annahmen, die auf den jeweils besten Zahlen für die „Wanderungsgewinne“ und die „Sterbefallüberschüsse“ basieren, aber natürlich als Prognosewert in sich einen Unsicherheitsfaktor tragen. Das Modell hat aber dadurch rechnerisch keine Unsicherheit, weil der Wert als Annahme eindeutig ausgewiesen wird. Sollte sich z. B. die Krebssterblichkeit jüngerer Frauen in Zukunft ändern, wäre dies als Fehlerquote bei den Vorhersagewerten rechnerisch einfach zu erkennen und zu berücksichtigen.
Modellcharakter statistischer Darstellungen
Die in den letzten Jahrzehnten laufend aktualisierten langfristigen koordinierten Bevölkerungsvorausberechnungen des Statistischen Bundesamtes (Wiesbaden; 1. bis 14. koordinierte Bevölkerungsvorausberechnung) haben Modellcharakter. Sie modellieren bei verschiedenen im Voraus definierten im Bereich des Möglichen liegenden Entwicklungsbedingungen unterschiedliche Modelle, wie sich die Zahlen dann entwickeln werden, wenn diese Entwicklungsbedingungen eintreffen. Dadurch gibt es u. a. jeweils eine untere und eine obere Variante. Die Anzahl der berechneten Varianten hat bei den letzten Bevölkerungsvorausberechnungen zugenommen: 2019 wurden insgesamt 30 Varianten berechnet.
Unterschied zwischen Modell und Prognose
Die modellhaften Aussagen sind keine Prognosen, sondern gehen vom gegenwärtigen Altersaufbau aus und setzen die dort jeweils exakt beschriebenen Annahmen um. Die Berechnung liefert nicht nur Ergebnisse für die ganze Bundesrepublik Deutschland, sondern auch für die Bevölkerungsentwicklung in den deutschen Bundesländern. Dabei geht sie von gleichen Berechnungsmethoden aus. Allerdings können alle unvorhersehbaren Ereignisse, die die Entwicklung beeinflussen würden, nicht Gegenstand solcher Modelle sein ("ceteris paribus clausel"). Für die Vergangenheit gibt es keine wirkliche oder hypothetische Vorausberechnung der Bevölkerung für 50 Jahre, die durch die Realität bestätigt würde.
Gefahr politischer Instrumentalisierung und Manipulation
Bei der Verwendung von Statistiken im politischen Kontext besteht die Gefahr der Instrumentalisierung und Manipulation. Dabei werden die modellhaften Annahmen der statistischen Berechnung als unveränderliche Tatsachen und als einzige Kriterien zur Beurteilung von Sachverhalten interpretiert, was gar nicht Inhalt und Absicht der Statistik sein kann. Die politische Verantwortung für die Gestaltung der Wirklichkeit wird so verleugnet und die vorgeschlagenen Maßnahmen als alternativlose Anpassung an Sachzwänge dargestellt.

## Die Durchführung
Die Durchführung der Bevölkerungsvorausberechnung erfolgt unter Berücksichtigung mehrerer Variablen: Annahmen zur Entwicklung der Wanderungen über die jeweilige Landesgrenze, Annahmen zur Geburtenentwicklung und zur Lebenserwartung.
- Zuwanderungen aus dem Ausland sind bei dieser Berechnung in zwei Varianten berücksichtigt worden: Variante 1 mit einem langfristigen jährlichen Zuwanderungsgewinn von 100.000 Personen und Variante 2 mit einem Saldo von 200.000 Personen. Daneben sind Auswanderung und Umzüge zwischen den Bundesländern als Gewinn oder Verlust für die betroffenen Länder zu berücksichtigen. Für die Vergangenheit gibt es getrennt nach Alter und Geschlecht aufgeschlüsselte Werte. Diese werden von den Statistischen Landesämtern koordinierten in die Zukunft fortgeschrieben. Darin liegt eine weitere mögliche Fehlerquote für die Bevölkerungsvorausberechnungen. Die Zuwanderung als Faktor künftiger Veränderungen der Bevölkerung lässt sich rechnerisch weitgehend als Zuwanderungsüberschüsse der jeweiligen Jahre ablesen. In Variante 1 werden sich diese im Zeitraum von 2000 bis 2050 auf ein Volumen von 5,8 Millionen Personen summieren (jährlich etwa 100.000). Nach Variante 2 werden insgesamt 10,2 Millionen (jährlich etwa 200 000) zuwandern. Das Lebensalter der Zugezogenen ist unterschiedlich hoch, das Hauptgewicht lag zwischen dem 18. und 23. Lebensjahr. Dementsprechend steigen die Zahlen der einzelnen Jahrgänge auch noch nach dem Geburtsjahr etwas unterschiedlich an. Für die Bevölkerungsvorausberechnung wird aufgrund der Zunahme der Lebenserwartung bis zum Jahr 2050 um rund sechs Jahre und der verminderten Geburtenzahl angenommen, dass es langfristig bei einem Geburtendefizit bleibt.

- Die Geburtenhäufigkeit im früheren Bundesgebiet in Deutschland bleibt bei 1,4 Kindern (Angleichung auch in den fünf neuen Ländern der zunächst noch deutlich geringeren Geburtenhäufigkeit bis etwa 2005 an diejenige im Westen Deutschlands).  Die durchschnittliche Anzahl der Kinder pro Frau wird nochmals nach Alter der Frauen, Familientypen und Regionen aufgeschlüsselt.[4] Für eine gleichbleibende Bevölkerungsentwicklung wäre bei jeder Frau im Laufe des Lebens eine statistische Kinderzahl von 2,1 Kindern als Durchschnitt erforderlich. Die individuelle Familienplanung führt zu anderen Ergebnissen, die in ihrer Summe jedoch ungefähr abgeschätzt werden können. Die Ziffer 1,4 hat sich seit dem „Pillenknick“ als relativ stabile Größe der durchschnittlichen Kinderzahl der Frauen in der BRD erwiesen. In weiteren Varianten werden eine geringe Zu- bzw. Abnahmen dieser Kennziffer berücksichtigt.

- Die Lebenserwartung nimmt – wie seit Jahrzehnten – weiter zu: Für Neugeborene gelten mittlerweile Annahmen von 78,1 Jahre bei Jungen und 84,5 Jahre bei Mädchen. Die weitere Lebenserwartung für 60-Jährige beläuft sich bei Männern auf 21,6 Jahre (+ 2,7 Jahre) und bei Frauen auf weitere 26,7 Jahre (+ 3,5 Jahre). Die bisher beobachtete Zahl der Todesfälle wird für die künftigen Berechnungen nach den bisherigen Erfahrungen aufgeteilt. Bei einer erwarteten Erhöhung der Lebenserwartung muss in den Jahren dazwischen eine „gleitende“ Anpassung der Werte vorgenommen werden.

Alle weiteren Rechenschritte lassen sich nun als eine Kette von Einzelberechnungen für die jeweils lebenden Altersjahrgänge vorstellen. Beispielsweise leben 2005 vom Jahrgang 1980 450.000 Männer und 420.000 Frauen im Alter von 25 Jahren in Deutschland. Diese Männer und Frauen lassen sich noch unterteilen nach Familienstand und Staatsangehörigkeit. Diese Zahlen kennt die Statistik als Ausgangswerte und kann nun bis 2030 in 25 fiktiven Jahresschritten ausrechnen, wie sich diese Untergruppen und der gesamte Jahrgang vor allem durch Geburten, Heiraten, Zuzüge, Scheidungen, Auswanderung und Todesfälle verändern wird. Voraussichtlich wird er zahlenmäßig leicht abnehmen. In weiteren 20 fiktiven Jahresschritten wäre so das Jahr 2050 erreicht und die noch Lebenden dieses Jahrgangs hätten in der Bevölkerungsvorausberechnung das Alter von 70 Jahren erreicht. Im letzten berechneten Lebensjahrzehnt hätte die natürliche Abnahme der Zahl dieser Altersgruppe begonnen, weil die Alterssterblichkeit der Männer bereits massiv einsetzt.
Als weiteres Beispiel soll hier noch der Jahrgang 2005 betrachtet werden. Die in diesem Jahr erst zur Welt gekommenen Kinder kann im Vergleich mit den Vorjahren bereits 2005 relativ exakt abgeschätzt werden. Wie wird sich dieser Jahrgang aus etwa 330.000 Jungen und 310.000 Mädchen künftig verändern? Bis 2030 sind dafür ebenfalls 25 fiktive Jahresschritte zu berechnen. Aus den Kindern werden wahrscheinlich bis dahin ein paar Tausend mehr Menschen, weil eingewanderte Ausländer Kinder mitbringen, die ebenfalls im Jahr 2005 geboren sind. All diese jungen Menschen werden teilweise noch Singles sein, viele aber bereits in Lebensgemeinschaften wie der Ehe zur Reproduktion künftiger Generationen beitragen. Nur wenige werden durch Krankheiten oder unnatürliche Todesursachen verstorben sein. All das fließt in die Bevölkerungsvorausberechnung für diesen Jahrgang ein. Werden weitere 20 fiktive Jahresschritte berechnet, wäre ebenfalls das Jahr 2050 erreicht und die meisten Lebenden dieses Jahrgangs hätten in der Vorausberechnung das Alter von 45 Jahren erreicht. Daraus ergeben sich über die mögliche Kinderzahl evtl. Konsequenzen für die Berechnungen der folgenden Jahrgänge (bzw. von ungeborenen Eltern eben keine Kinder).
Für die gesamte Bevölkerungsvorausberechnung müssen auf diese Weise pro Jahr für alle Jahrgänge alle Werte zusammengezählt werden.

## Die Genauigkeit der Berechnungen
In der Statistik wird üblicherweise auch berechnet wie genau ein Modell überhaupt zutreffen kann (Fehlerquote). Die mögliche Abweichung kann rechnerisch abgeschätzt werden ....
Im Gegensatz dazu sucht man bei diesen Verfahren der möglichen Abweichung dadurch entgegenzuwirken, indem Varianten bei unterschiedlich hohen, aber offen ausgewiesenen Annahme-Ziffern (Rechengrößen) berechnet werden. Die Varianten werden dabei so gelegt, dass sie nach heutigem Kenntnisstand die zukünftige Entwicklung leicht übersteigen bzw. untertreffen. D. h. die tatsächliche Entwicklung wird höchstwahrscheinlich in der Bandbreite der Varianten liegen. Bei erkennbaren Veränderungen einzelner Rechengrößen wird es daher leicht ablesbar sein, in welche Richtung die tatsächliche Entwicklung innerhalb der Varianten-Bandbreite laufen wird.

## Die Geschichte der Modelle
Gründung des Bundesinstituts für Bevölkerungsforschung 1973
1. 1966 - 1. koordinierte Bevölkerungsvorausberechnung bis 2000[5]
2. 1968 - 2. koordinierte Bevölkerungsvorausberechnung bis 1990
3. 1970 - 3. koordinierte Bevölkerungsvorausberechnung bis 1985 und bis 2000
4. 1972 - 4. koordinierte Bevölkerungsvorausberechnung bis 1985
5. 1975 - 5. koordinierte Bevölkerungsvorausberechnung bis 1990
6. – 6. koordinierte Bevölkerungsvorausberechnung – Lücke Jahreszahl
7. 1992 - 7. koordinierte Bevölkerungsvorausberechnung bis 2030
8. 1994 - 8. koordinierte Bevölkerungsvorausberechnung bis 2040
9. 2000 - 9. koordinierte Bevölkerungsvorausberechnung
10. 2003 - 10. koordinierte Bevölkerungsvorausberechnung bis 2050
11. 2006 - 11. koordinierte Bevölkerungsvorausberechnung bis 2050[6]
12. 2009 - 12. koordinierte Bevölkerungsvorausberechnung bis 2060[7]
13. 2015 - 13. koordinierte Bevölkerungsvorausberechnung bis 2060[8]
14. 2019 - 14. koordinierte Bevölkerungsvorausberechnung bis 2060[2]
15. 2021 - 15. koordinierte Bevölkerungsvorausberechnung bis 2070

## Die Verwendung im politischen Umfeld
Im Bundestag bestand zwischen 1992 (12. BT.) und 2002 eine Enquête-Kommission „Demographischer Wandel - Herausforderungen unserer älter werdenden Gesellschaft an den Einzelnen und die Politik“. Diese Kommission sollte für den Bundestag die Zahlen aufbereiten und bewerten, welche gesellschaftlichen, ökonomischen und sozialen Auswirkungen für alle
Generationen sich daraus ergeben. Sie sollte (und hat das zwischenzeitlich) den
absehbaren Handlungsbedarf feststellen und Empfehlungen für politische Entscheidungen geben.
Den Schlussbericht der Enquête-Kommission in der 14. Wahlperiode enthält die BT-Drucksache 14/8800 vom 28. März 2002.